# 셀레스탱 프레네

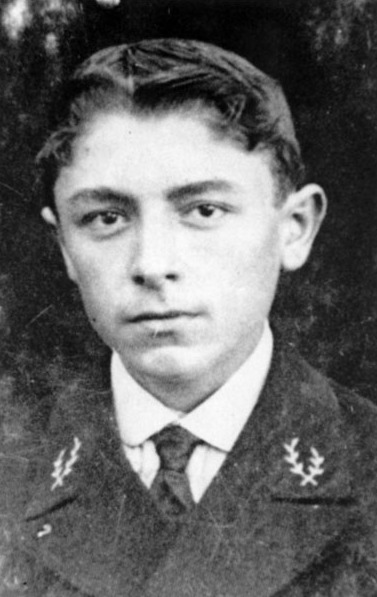

셀레스탱 프레네(프랑스어: Célestin Freinet [seləsˈtɛ̃ fʀeˈnɛ] 1896년 ~ 1966년)는 현대 프랑스의 혁신 교육학자이며 프레네 교육학의 창시자이다.